# ماسیمو پاگانین
ماسیمو پاگانین (انگلیسی: Massimo Paganin؛ زادهٔ ۱۹ ژوئیهٔ ۱۹۷۰) بازیکن فوتبال اهل ایتالیا است.
از باشگاه‌هایی که در آن بازی کرده‌است می‌توان به باشگاه فوتبال اینتر میلان، باشگاه فوتبال فیورنتینا، باشگاه فوتبال بولونیا، باشگاه فوتبال برشا، باشگاه فوتبال سمپدوریا، باشگاه فوتبال رجانا، باشگاه فوتبال آتالانتا، و باشگاه فوتبال ویچنزا اشاره کرد.